# Sorubim lima
O jurupensém ou surubi bico-de-pato (Sorubim lima) é uma espécie de peixes da família  Pimelodidae no ordem dos Siluriformes.

## Etimologia
O nome jurupensém vem da língua tupi e significa "boca de colher" (juru, boca, e pesẽ, colher). O nome faz referência ao prognatismo acentuado da espécie.

## Morfologia
Os machos podem alcançar até 54,2 cm de longitude total e 1,3 kg de peso. É um peixe de couro de corpo roliço. Apresenta uma lista clara irregular desde a cabeça até a nadadeira caudal. A cabeça é longa e achatada. A boca é arredondada, e o maxilar superior e maior que a mandíbula. Seus olhos se localizam lateralmente. Seu dorso passa do cor marrom escuro na parte dianteira, a amarelado e depois esbranquiçado abaixo da linha lateral. Suas nadadeiras são de avermelhadas a róseas.

## Alimentação
É carnívoro. Come principalmente outros peixes  e crustáceos.

## Hábitat
É um peixe de água doce e de clima tropical (23°C-30°C).

## Distribuição geográfica
Se encontra em América do Sul: bacias dos rios  Amazonas, Parnaíba e Araguaia-Tocantins.